# هانسی
هانسی (به انگلیسی: Hansi) یک زیستگاه انسانی در هند است که در هیسار واقع شده‌است.

## خصوصیات
هانسی ۷۵٬۷۳۰ نفر جمعیت دارد و ۲۰۷ متر بالاتر از سطح دریا واقع شده‌است.